# エムトピ
エムトピ（Mtopi）は、日本の女性アイドルユニット。

## 概要
2015年11月5日、みきちゅが「瑞稀ミキ」と改名したのを期に（2016年10月30日に元の「みきちゅ」に再改名）、ミズタマリ（現泉茉里）、篠原ゆり（現平野友里、ゆり丸）との3人で結成。ユニット名の「エムトピ」は、公式には「Magic」、「Moving」、「Miracle」の頭文字「M」とユートピア（Utopia）を合わせた造語で瑞稀が考案。
瑞稀がみきちゅとしての活動を辞める（2015年8月2日発表）決断をし、新たにユニットとしての活動を考えていた時に、一緒に活動できる相手は茉里しかいないと考え、自宅に泊まりに来ていた茉里にオファーし、茉里も快諾。2人で自分たちのユニットに加入するメンバーの条件を話し合ったところ、「ゆり丸しかいない」ということになり、2015年6月にソロでアイドル活動を再開した篠原にオファーした。
楽曲制作は瑞稀自身は外部に任せようとも思っていたが、茉里の「みきちゅは作曲をしないとダメだよ」という一言で瑞稀が作詞・作曲を行うことになった。
2015年12月5日、新宿MARZでお披露目ライブを行う。3人はそれぞれのソロ活動も並行して行っているため、エムトピとしては月に1回の定期公演を中心に活動。
2016年5月1日、エムトピ主催「エムトピフェス」を開催、会場限定で初のCD「エムトピ道 入門編」を販売。

## メンバー
| 氏名      | よみ        | 生年月日               | 出身地 | メンバーカラー | 担当             | 備考                   |
| --------- | ----------- | ---------------------- | ------ | -------------- | ---------------- | ---------------------- |
| みきちゅ  | みきちゅ    | 1993年1月26日（32歳）  | 宮城県 | アクアブルー   | ミュージック担当 | 結成時は「瑞稀ミキ」   |
| 泉 茉里   | いずみ まり | 1994年11月9日（30歳）  | 三重県 | パープル       | デザイン担当     | 結成時は「ミズタマリ」 |
| 平野 友里 | ひらの ゆり | 1995年12月14日（29歳） | 千葉県 | ピンク         | ファッション担当 | 結成時は「篠原ゆり」   |

## ライブ・イベント

### 定期公演
| # | 公演日         | サブタイトル                               | 会場         | 備考                                           |
| - | -------------- | ------------------------------------------ | ------------ | ---------------------------------------------- |
| 1 | 2015年12月13日 | エムトピ X'mas Party                       | 新宿MARZ     | オープニングアクト：SHORT CAKE、真空スペクトル |
| 2 | 2016年1月9日   | 餅つきレッツゴー!ぺったんぺったん          | 新宿MARZ     |                                                |
| 3 | 2016年2月12日  | エムトピなりのギミチョコぱっしょん         | club SCIENCE |                                                |
| 4 | 2016年3月27日  | エムトピ学園へようこそ!                    | club SCIENCE | ゲスト：ブラックDPG、SAWA                      |
| 5 | 2016年4月30日  | エムトピフェス前夜祭五月病予防!ワクチンは… | club SCIENCE |                                                |

### 主催イベント
- エムトピフェス（2016年5月1日、duo MUSIC EXCHANGE）
出演：エムトピ、BELLRING少女ハート、Maison book girl、科楽特奏隊、森心言（Alaska Jam）、二丁ハロ、ライムベリー、littleAct（GOMESS×mikichu*）、夏の魔物、ブラックDPG、デスラビッツ、瑞稀ミキ、ミズタマリ、篠原ゆり

- エムトピ!ただいま!〜三人祭〜（2016年12月11日、新宿MARZ）
出演：エムトピ、じゅじゅ、二丁ハロ

## 作品

### CD
- エムトピ道 入門編（2015年5月1日）
  1. 勇気凛々
  2. エムトピレッツゴー
  3. 前略、ピーラーの前から

## 出演

### ラジオ
- 「GIRLS♥GIRLS♥GIRLS =flying high= エムトピのゆとラジ!」(2016年4月7日 - 6月30日、FM-FUJI)